# Снежна тинтява
Снежните тинтяви (Gentiana nivalis) са вид растения от семейство Тинтявови (Gentianaceae).
Таксонът е описан за пръв път от шведския ботаник и зоолог Карл Линей през 1753 година.